# Britt Ekland

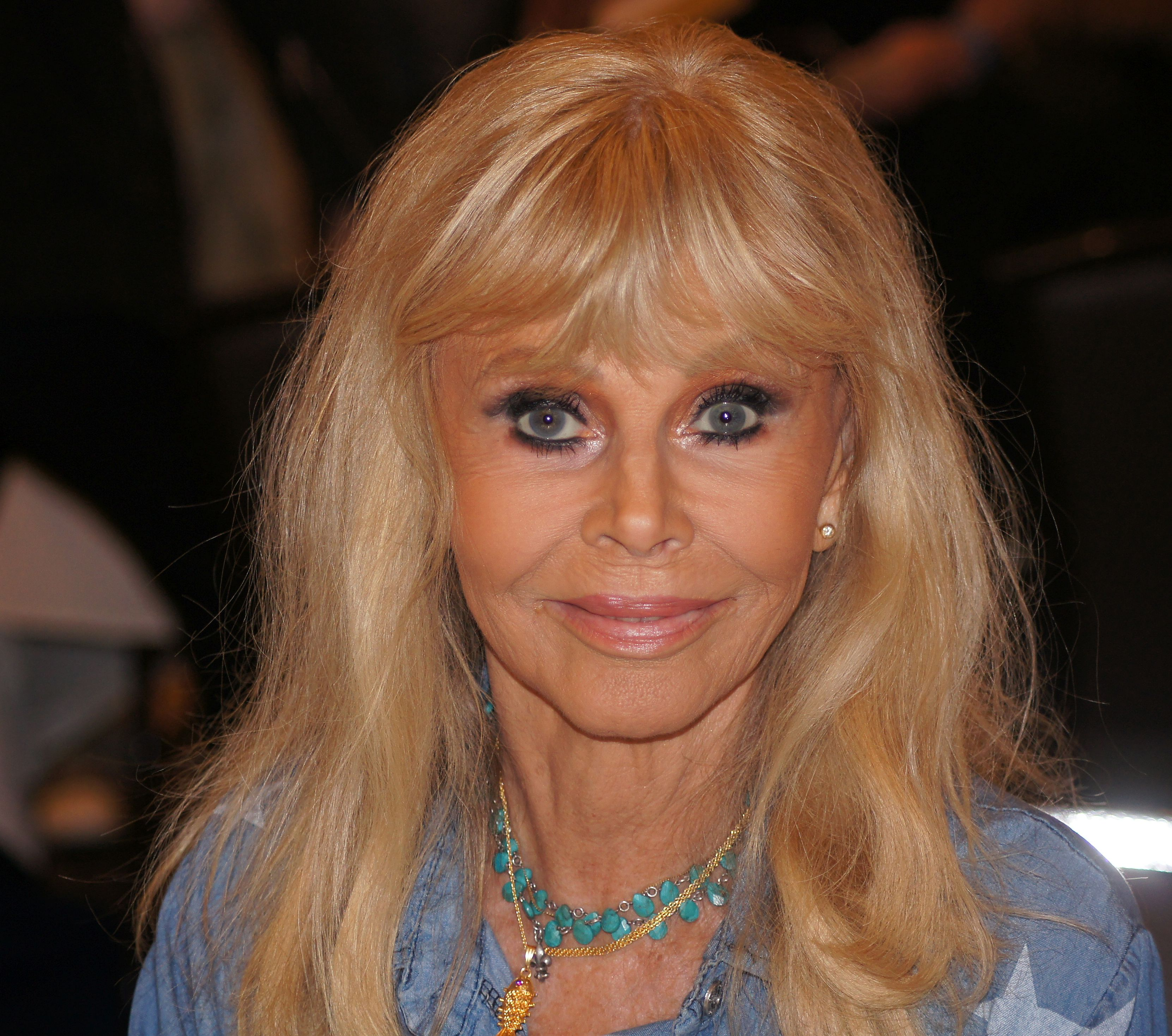
Britt Ekland, 2019

Britt Ekland (eigentlich Britt-Marie Eklund; * 6. Oktober 1942 in Stockholm) ist eine schwedische Schauspielerin.

## Leben und Wirken

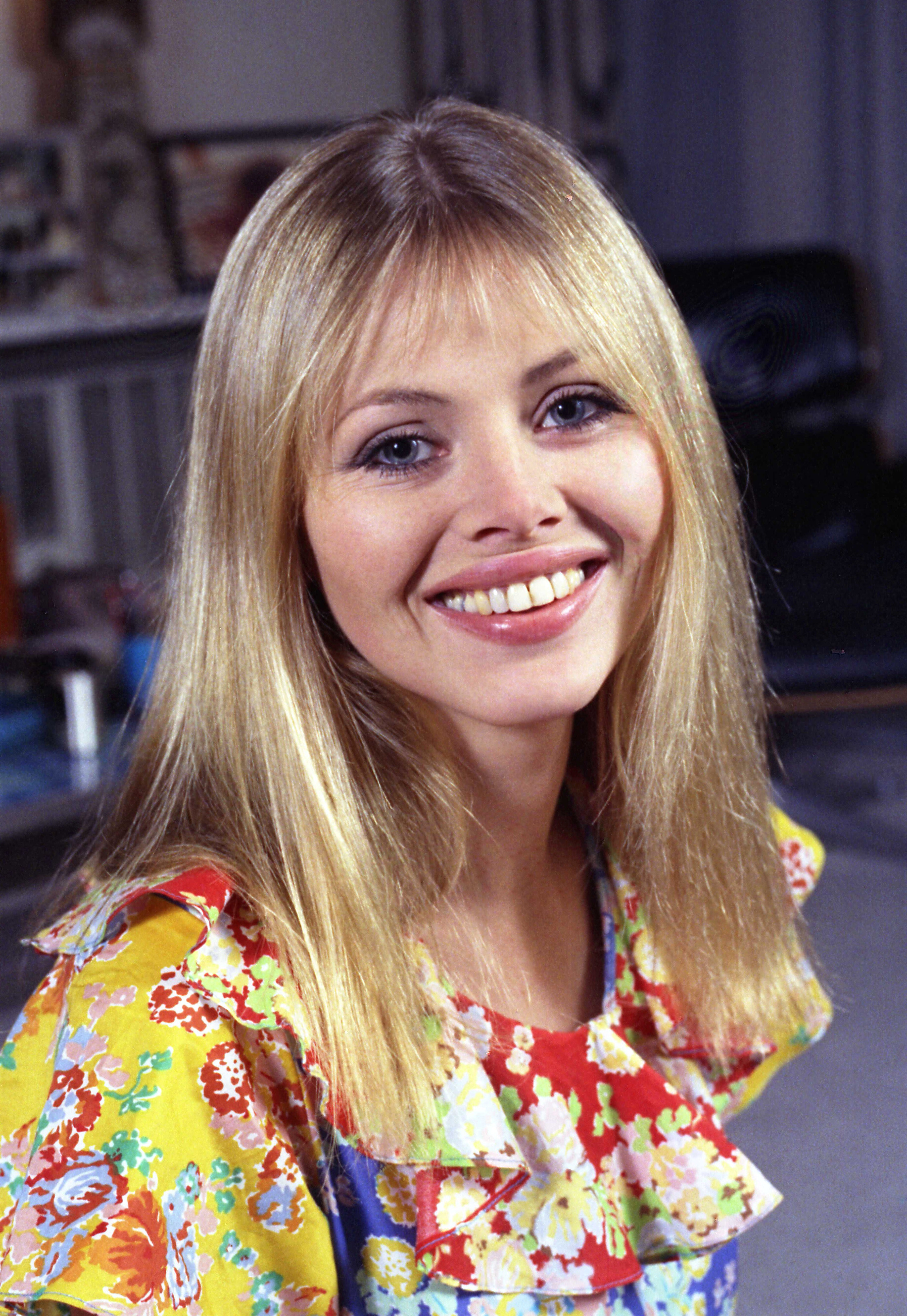
Britt Ekland (Fotografie von Allan Warren, 1972)

Britt Ekland begann bereits als Jugendliche zu modeln. Ihre ersten Erfahrungen als Schauspielerin machte sie im Alter von 15 Jahren mit Werbeaufnahmen für eine Zahncreme. Danach nahm sie Schauspielunterricht und spielte in einer Theatergruppe mit.
In Rom wurde sie von einem Talentsucher der 20th Century Fox Studios entdeckt und nach Hollywood zu Peter Sellers geschickt. Die beiden verliebten sich und heirateten bereits acht Tage später. Ekland wurde daraufhin immer bekannter. Ihre ersten wichtigen Filmrollen spielte sie in den Filmen Jagt den Fuchs! (1966) und Bobo ist der Größte (1967) ebenfalls an der Seite ihres Mannes. Die Ehe mit Peter Sellers hielt vier Jahre, am 18. Dezember 1968 wurde sie geschieden; drei Jahre zuvor war ihre gemeinsame Tochter Victoria Sellers geboren worden. Erfolgreich war ihre  Rolle als Mary Goodnight in dem James-Bond-Film Der Mann mit dem goldenen Colt (1974) an der Seite von Roger Moore und Christopher Lee. Mitte der 1970er Jahre hatte Ekland eine Affäre mit dem englischen Rockmusiker Rod Stewart, der das Lied You're in My Heart für sie geschrieben haben soll. Außerdem war sie mit dem Produzenten Lou Adler zusammen, mit dem sie 1973 ihren Sohn Nikolaj Adler bekam. Ende der 1970er Jahre hatte sie eine kurze Affäre mit dem österreichischen Schauspieler Helmut Berger.
1984 heiratete sie Slim Jim Phantom, den 18 Jahre jüngeren Schlagzeuger der Band Stray Cats. Aus der Ehe, die 1992 geschieden wurde, ging ihr Sohn Thomas Jefferson McDonnell (* 1988) hervor.
In dem Film The Life and Death of Peter Sellers (2004) wurde Britt Ekland von Charlize Theron dargestellt. Sie sah ihn sich auf dem Festival von Cannes zusammen mit Charlize Theron an und war sehr gerührt.
Am 18. Februar 1978 trat Ekland in der Spielshow  Am laufenden Band (Folge 38, Thema Büro) auf, in der sie eine Sekretärin mimte.
2010 nahm sie an der zehnten Staffel der britischen Fernsehshow I’m a Celebrity … Get Me Out of Here! teil.

## Filmografie (Auswahl)
- 1962: Rendezvous in Madrid (The Happy Thieves)
- 1963: Amore in Stockholm (Il diavolo)
- 1965: Brillanten-Razzia (Too Many Thieves)
- 1966: Jagt den Fuchs! (Caccia alla volpe)
- 1967: Bobo ist der Größte (The Bobo)
- 1967: Der doppelte Mann (The Double Man)
- 1968: Die Nacht, als Minsky aufflog (The Night They Raided Minsky’s)
- 1968: Die Unschlagbaren (Gli intoccabili)
- 1969: Stiletto
- 1970: I cannibali
- 1971: Diabolisch (Diabólica malicia)
- 1971: Jack rechnet ab (Get Carter)
- 1972: Mord nach Maß (Endless Night)
- 1972: Asylum
- 1973: The Wicker Man
- 1974: James Bond 007 – Der Mann mit dem goldenen Colt (The Man with the Golden Gun)
- 1974: Schußfahrt in den Tod (The Ultimate Thrill)
- 1975: Royal Flash
- 1977: Casanova & Co.
- 1977: Slavers – Die Sklavenjäger
- 1978: Kampfstern Galactica (Battlestar Galactica, Fernsehserie, 2 Folgen)
- 1978: König Salomons Schatz (King Solomon's Treasure)
- 1979: Simon Templar – Ein Gentleman mit Heiligenschein (Return of the Saint, eine Folge)
- 1980: Operation Eiffelturm (Hostage Tower)
- 1980–1983: Fantasy Island (Fernsehserie, 4 Folgen)
- 1982: In Teufels Namen (Satan's Mistress)
- 1984: Ein Colt für alle Fälle (The Fall Guy, Fernsehserie, eine Folge)
- 1985: Hot Spot (Marbella, un golpe de cinco estrellas)
- 1985: American Eiskrem (Fraternity Vacation)
- 1987: Blood Moon (Moon in Scorpio)
- 1989: Scandal
- 2002: Lexx – The Dark Zone (LEXX, Fernsehserie, eine Folge)